# Mânăstirea Neamț, Neamț
Mânăstirea Neamț este un sat în comuna Vânători-Neamț din județul Neamț, Moldova, România.
 Acest articol despre o localitate din județul Neamț este deocamdată un ciot. Puteți ajuta Wikipedia prin completarea lui.